# Pfarrhaus (Adelsried)

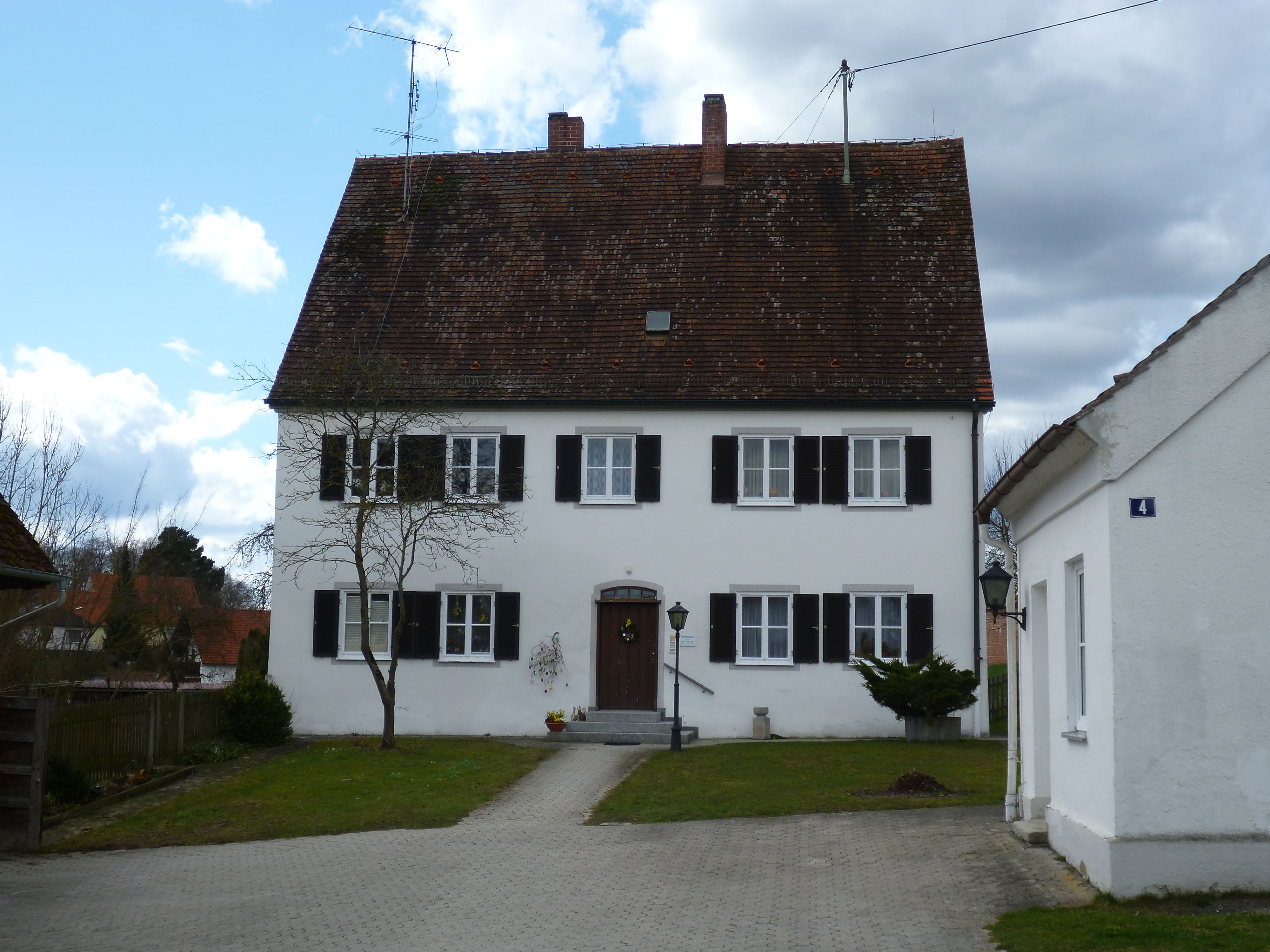
Pfarrhaus in Adelsried

Das Pfarrhaus in Adelsried, einer Gemeinde im Landkreis Augsburg im bayerischen Regierungsbezirk Schwaben, wurde 1692 errichtet. Das Pfarrhaus an der Kirchgasse 4 ist ein geschütztes Baudenkmal.
Der zweigeschossige Satteldachbau besitzt fünf Fensterachsen an der Traufseite. Das Portal mit Oberlicht ist schlicht ausgeführt.